# Commando Léopard
Pour plus de détails, voir Fiche technique et Distribution.
Commando Léopard (Commando Leopard) est un film d'action ouest-germano-italien réalisé par Antonio Margheriti et sorti en 1985.

## Synopsis
Carrasco, connu sous le nom de Léopard, est chargé d'aider les rebelles à s'opposer au dictateur latino-américain Silveira. En fait, il crée un commando d'hommes de guerre, qui mènent des séries d'attaques et de guerillas pour tuer le dictateur. Réalisant la force du commando, Silveira commence à leur tendre des pièges et à opérer des sabotages. Mais malgré la perfidie de Silveira, le Commando Léopard  parviendra à renverser le gouvernement du dictateur, faisant cependant de nombreuses victimes.

## Fiche technique
Sauf indication contraire, les informations mentionnées dans cette section peuvent être confirmées par la base de données cinématographiques IMDb,  présente dans la section « Liens externes ».
- Titre original italien : Commando Leopard[1]
- Titre allemand : Kommando Leopard[1]
- Titre français : Commando Léopard[2]
- Réalisateur : Antonio Margheriti (sous le nom d'« Antony M.Dawson »)
- Scénario : Giacomo Furia, Roy Nelson
- Photographie : Peter Baumgartner
- Montage : Alberto Moriani (it), Marie Luise Buschke
- Musique : Goran Kuzminac (it)
- Décors : Elio Balletti
- Costumes : Gesina Seldte
- Effets spéciaux : Antonio Margheriti
- Producteur : Erwin C. Dietrich
- Société de production : Prestige Film S.r.l. (Rome), Ascot Filmproduktion GmbH (Berlin)
- Pays de production :  Italie -  Allemagne de l'Ouest
- Langue originale : italien
- Format : Couleur - 2,35:1 - Son stéréo Dolby - 35 mm
- Durée : 97 minutes (1 h 37)
- Genre : Action - aventures
- Dates de sortie :
  - Allemagne de l'Ouest : 24 octobre 1985
  - Italie : 20 avril 1986

## Distribution
- Klaus Kinski : Dictateur Silveira
- Lewis Collins : Enrique Carasco dit « Le Léopard »
- John Steiner : Smithy
- Manfred Lehmann (de) : Père Julio
- Cristina Donadio (it) : Maria
- Luciano Pigozzi : L'ami du père de Carasco
- Hans Leutenegger : Le capitaine
- Thomas Danneberg (de) : José
- Francis Derosa : Hidalgo
- Michael James : Pater Miguel
- Subas Herrero : Homoza
- Alan C. Walker : Emiliano
- Julio Rodrigo : Pablito
- Rene Abadeza : Hector
- Juliet Gusman : Conception
- Blandino Navarro : Jaime

## Production
Le film, produit par Erwin C. Dietrich, a été tourné aux Philippines et au Venezuela. Plusieurs membres de l'équipe de Nom de code : Oies sauvages ont rempilé pour ce film, notamment le metteur en scène Antonio Margheriti, le producteur Erwin C. Dietrich et le chef opérateur Peter Baumgartner. C'est l'un de ses derniers films auquel l'acteur Klaus Kinski a participé. En raison de son tempérament très versatile, il a également « fait des caprices sur le tournage de ce film, donné des réponses énigmatiques aux questions stupides des journalistes et paniqué plus d'une fois sur le plateau. Il a également évité les autres acteurs sur le plateau qui le lui ont bien rendu ».